# Chiesa di Santa Maria della Fonte
Il Monastero della Madre di Dio della Fonte (nome completo in greco Μονὴ τῆς Θεοτόκου τῆς Πηγῆς?, Moni tis Theotóku tis Pigis, in turco Balıklı Meryem Ana Rum Manastiri) o semplicemente Zoödochos Pege (in greco Ζωοδόχος Πηγή?, Fonte che dà la vita) è un santuario ortodosso sito a Istanbul, in Turchia. La chiesa attuale, costruita nel 1835, reca la stessa dedica del santuario eretto in questo luogo tra la fine del quinto e l'inizio del sesto secolo. Dopo diversi restauri, questo edificio fu distrutto dagli ottomani nella prima metà del XV secolo. Il complesso prende il nome da una vicina sorgente sacra, che ha fama di avere proprietà curative. Per quasi millecinquecento anni, questo santuario è stato uno dei siti di pellegrinaggio più importanti dell'ortodossia greca.

## Ubicazione
La chiesa si trova a Istanbul, nel distretto di Zeytinburnu, nella mahalle di Balıklı, lungo Balıklı Sivrikapı Sokak. Esso si trova a poche centinaia di metri dalla città murata, a circa cinquecento metri dalla Porta di Silivri (in turco Silivri Kapısı). Vicino alla chiesa sorgeva il palazzo estivo del Philopation. Il complesso è protetto da un alto muro e - essendo circondato da cimiteri ortodossi e armeni - è situato in un paesaggio agreste.

## Storia

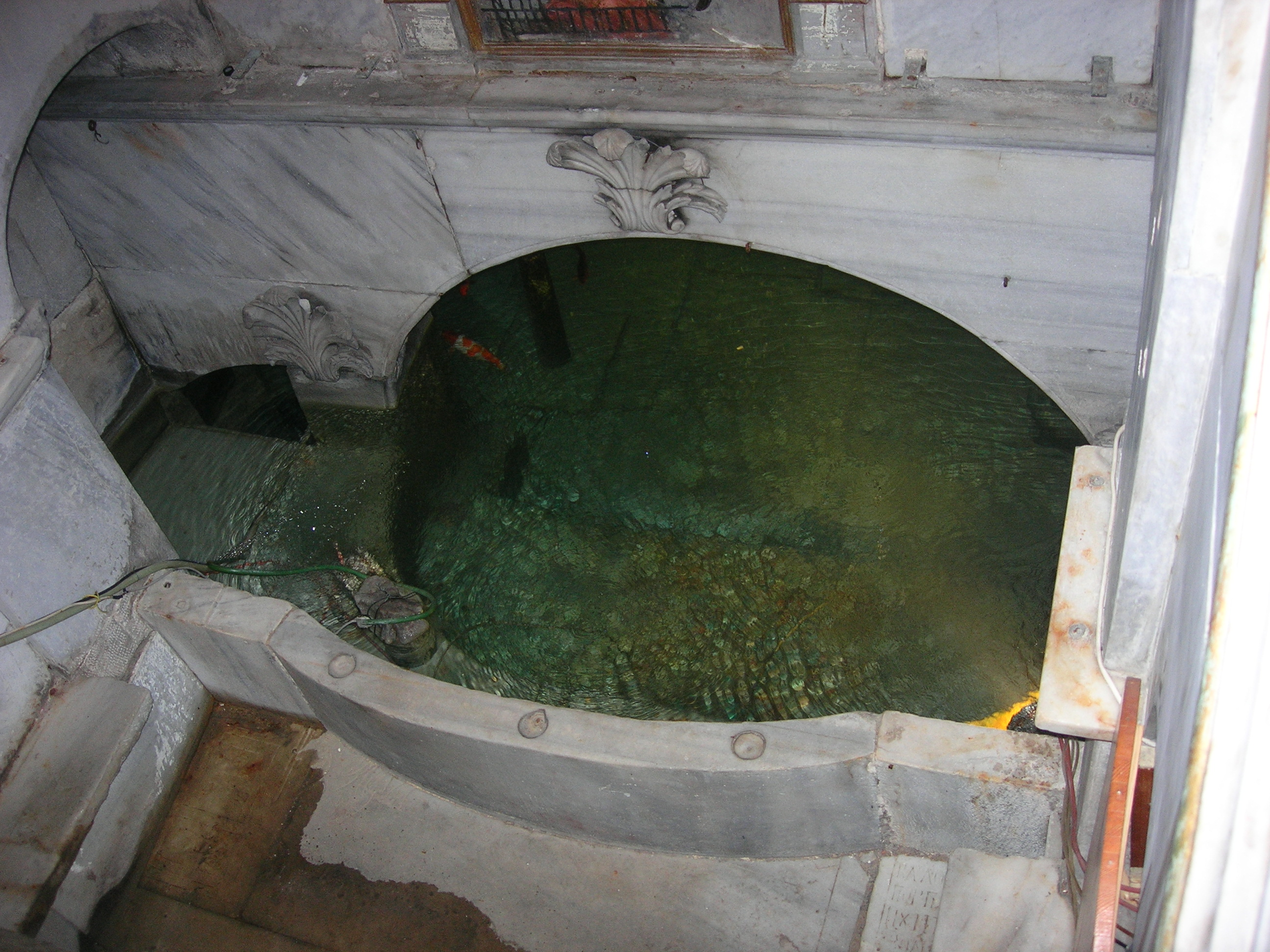
L'Hagiasma

### Periodo bizantino

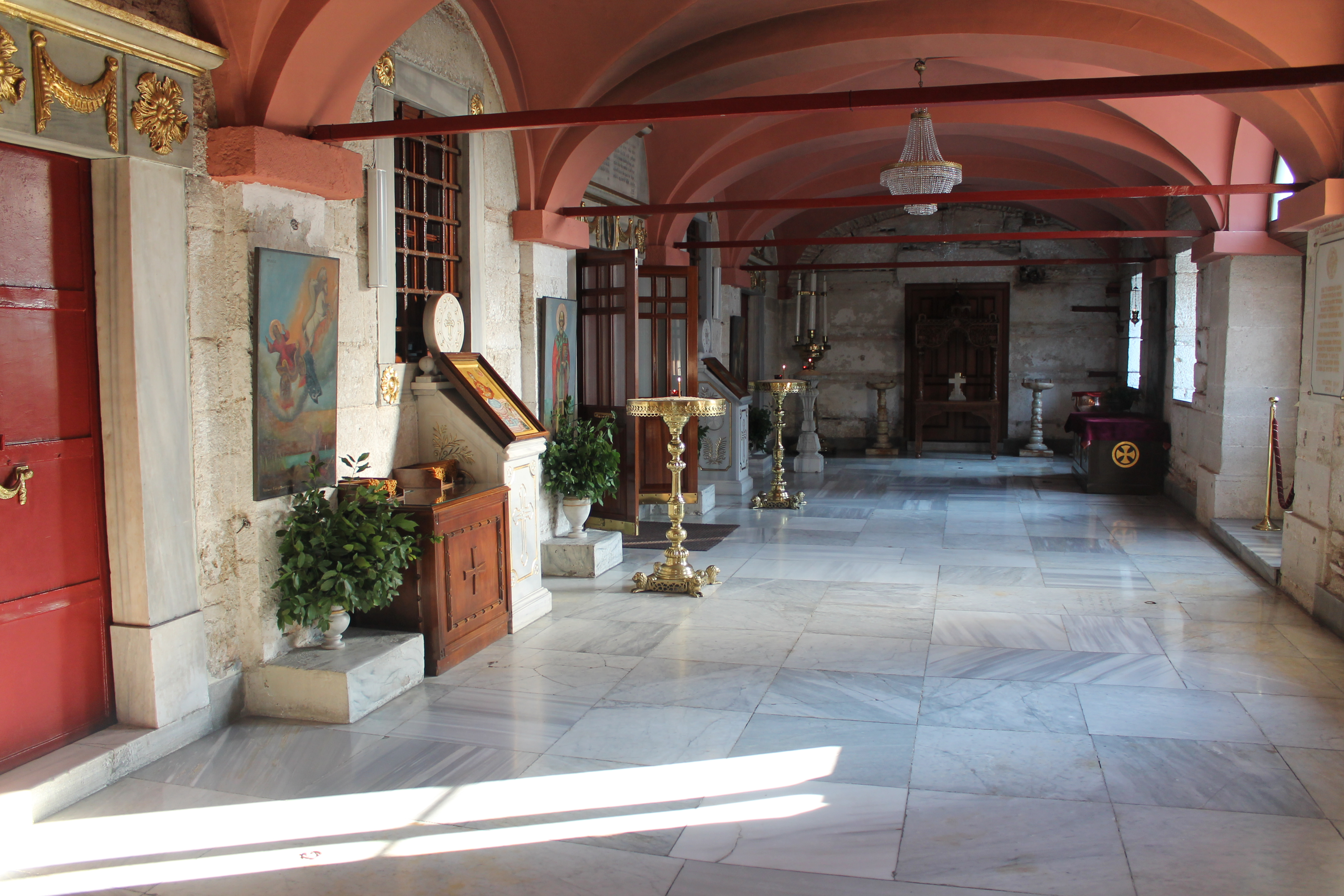
Il nartece della chiesa.

Secondo gli storici Procopio e Cedreno, la chiesa fu originariamente eretta dall'imperatore Giustiniano (r. 527-565) negli ultimi anni del suo regno (559-560) nei pressi di una fontana d'acqua scaturente da un pozzo sacro (in greco antico: ἁγίασμα?, hagiasma, in turco: ayazma) situata all'esterno delle mura di Teodosio II in corrispondenza dell'odierna Porta di Silivri. Durante la caccia l'Imperatore notò una piccola cappella circondata da molte donne.
Chiedendo il significato dell'edificio, gli fu detto che questa era la "fonte dei miracoli". Ordinò subito che lì fosse costruita una magnifica chiesa, con il materiale rimasto dopo l'erezione di Santa Sofia.
Secondo una leggenda successiva, il santuario fu eretto dall'Imperatore Leone I il Trace (r. 457-474) a causa di un miracolo avvenuto quando era ancora un soldato. Prima di entrare in città, Leone incontrò un cieco che gli chiese di dargli dell'acqua. Una voce femminile ordinò al futuro imperatore di bagnare gli occhi del cieco con l'acqua proveniente da una palude vicina. La stessa voce aggiunse che aveva scelto proprio quel luogo per essere adorato e che un giorno avrebbe ricevuto la corona imperiale. Leone seguì il suo ordine e subito il cieco recuperò la vista. Dopo la sua ascesa al trono, l'Imperatore eresse una magnifica chiesa in questo luogo. Questa leggenda è probabilmente un'invenzione successiva dei monaci del santuario. È possibile che, prima che fosse eretto l'edificio di Giustiniano, esistesse già un piccolo monastero. L'edificio subì molte riparazioni nel corso dei secoli. Le maggiori furono necessarie a causa dei terremoti: nel 790, sotto l'imperatrice Irene, e - dopo il grande terremoto dell'869 - sotto Basilio I (r. 867-886). Il 7 settembre 924 lo zar Simeone I il Grande di Bulgaria incendiò il complesso, che fu subito restaurato da Romano I Lecapeno (920-944). Tre anni dopo Pietro, figlio di Simeone, si sposò lì con Maria, la nipote di Lecapeno.
A causa della sua posizione fuori dalla città, il monastero fu spesso usato come luogo di esilio. Nel 1078 vi fu bandito Georgios Monomachos. Nel 1084, l'imperatore Alessio I Comneno confinò nel monastero il filosofo Giovanni Italo, a causa delle sue teorie neoplatoniche. Dopo l'invasione latina del 1204, la chiesa fu occupata dal clero latino e, secondo le fonti bizantine, ciò causò la fine del cosiddetto "miracolo abituale" (in greco τό συνέθες θαύμα?, tó synétes thaúma). Nel 1328 Andronico III Paleologo usò il monastero come base per attaccare Costantinopoli. Due anni dopo, mentre giaceva moribondo nella città di Didymoteicho, egli bevve acqua della sorgente e si riprese subito.
Durante l'assedio ottomano di Costantinopoli nel 1422, il Sultano Murad II si accampò nel santuario. Non si sa se i bizantini restaurarono l'edificio prima della conquista della città nel 1453.
I pellegrini russi del quindicesimo secolo non menzionano la chiesa, ma solo la sorgente.

### Periodo ottomano e turco
Lo studioso francese del 16 ° secolo Pierre Gilles scrive che nel 1547 la chiesa non esisteva più, ma gli ammalati continuavano a frequentare la sorgente.

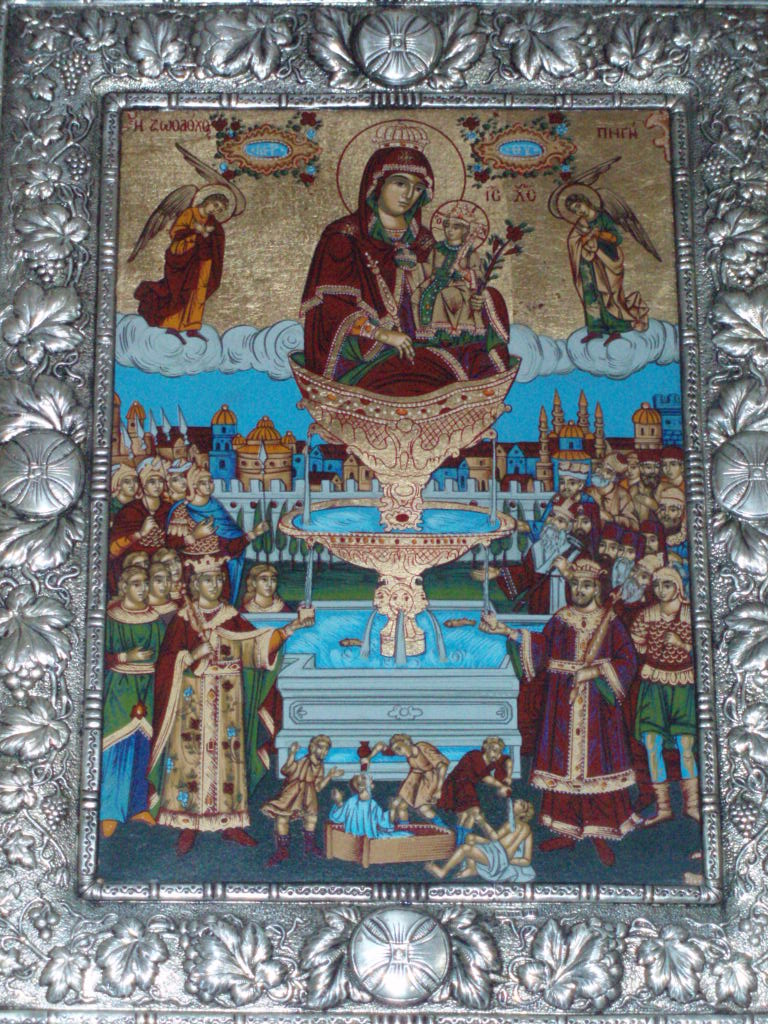
Icona greca moderna della Theotokos della sorgente vivificante. La rappresentazione mostra alcune differenze rispetto al tipo antico.

Nel 1727 Nicodemo, metropolita di Dercos e Neochorion, costruì una piccola cappella sopra l'Hagiasma. Nella cappella era venerata un'icona, scoperta nelle fondamenta della vecchia chiesa. Gli armeni tentarono di prendere possesso della sorgente, ma diversi firmani ne assicurarono il possesso ai greci. Il complesso era controllato da guardiani turchi che raccoglievano dai pellegrini una tassa utilizzata per il mantenimento delle prigioni. In seguito il complesso entrò in possesso del Patriarcato, finché nel 1821 i giannizzeri distrussero la cappella e inquinarono la sorgente. Nel 1833, un firmano permise al patriarca Costanzio I di ricostruire la chiesa, che fu inaugurata nel 1835. Durante il Pogrom d'Istanbul, il 6 settembre 1955, il santuario fu preso di mira dalla folla musulmana fanatica sponsorizzata dallo stato. Durante questo attacco furono aperti i sarcofagi dei Patriarchi ecumenici che si trovano all'esterno della chiesa e i loro resti furono dispersi. Inoltre, la chiesa e il monastero furono completamente bruciati. Da allora i danni sono stati restaurati.
Il santuario è diretto da un vescovo titolare ed è uno dei più popolari tra gli ortodossi di Istanbul, che lo visitano specialmente durante il venerdì dopo Pasqua e il 14 settembre. In questi due giorni, vi si svolge una grande festa, sia profana che religiosa. Nella chiesa si celebrano anche funerali di persone sepolte nel vicino cimitero. In epoca bizantina il santuario era uno dei più importanti di Costantinopoli. Il giorno dell'Ascensione, l'Imperatore arrivava in barca al porticciolo della porta d'oro. Egli cavalcava fino al santuario, dove era acclamato dalle fazioni del circo, che gli offrivano una croce e ghirlande. In seguito, si vestiva con la sua veste da cerimonia nei suoi appartamenti e, dopo aver ricevuto il Patriarca, i due entravano in chiesa mano nella mano. Dopo la celebrazione, egli invitava il Patriarca a cena. Ogni futura imperatrice arrivata a Costantinopoli per il suo matrimonio era accolta dal futuro sposo nel Monastero della Fonte. La festa della dedica della chiesa aveva luogo il 9 luglio. Inoltre erano qui celebrati l'Ascensione, il Matrimonio di Cana (8 gennaio) e l'anniversario del Miracolo di Leone I il 16 agosto. La sorgente vivificante diede origine a molte chiese e monasteri con lo stesso nome nel mondo greco, ma la maggior parte di essi fu eretta dopo la fine dell'impero bizantino.
L'icona che rappresenta la Vergine della Sorgente mostra la Vergine benedicente che abbraccia il Bambino. Essa è circondata da due angeli e di solito è seduta sul più elevato di due bacini che sono sostenuti da un getto d'acqua proveniente da una grande vasca di marmo ornata da una croce. Attorno a questa, si trova l'Imperatore con la sua guardia, mentre a sinistra c'è il Patriarca con i suoi vescovi. Sullo sfondo, è rappresentato Leone I con il cieco insieme alle mura della Città. Sotto il bacino un paralitico e un pazzo vengono guariti con l'acqua della sorgente.

## Descrizione

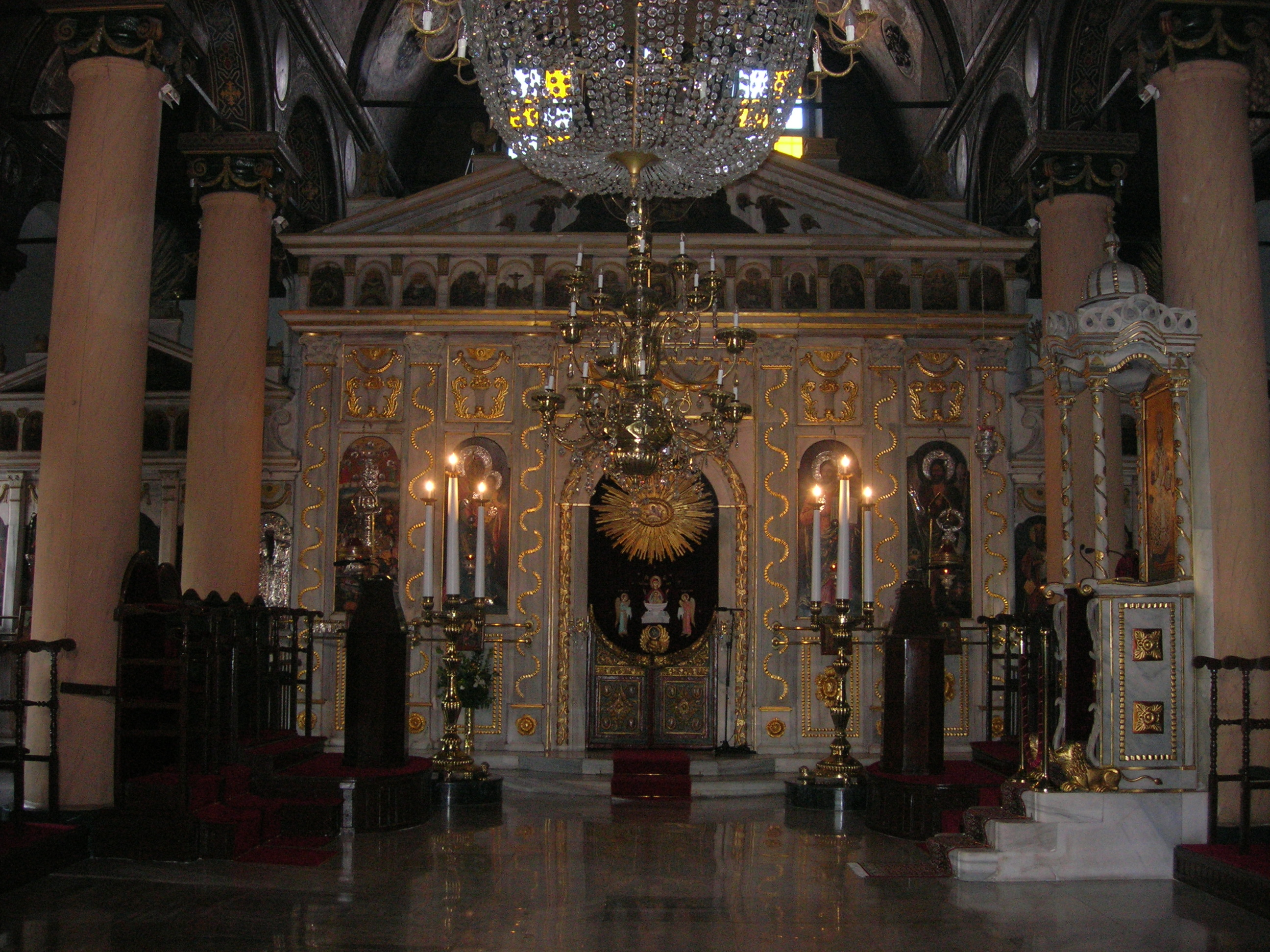
L'Interno della chiesa

Secondo Niceforo Callisto (il quale scriveva nel XIV secolo) la chiesa di quel tempo aveva una forma rettangolare di tipo basilicale, con un rapporto 4: 3 tra i lati, ed era parzialmente sotterranea.
La chiesa era circondata da due esonarteci sui lati est e ovest e altri due sui lati sud e nord. La luce proveniente dall'esterno era concentrata sulla sorgente, che poteva essere raggiunta scendendo due scale di 25 gradini. Ogni scala era delimitata da una balaustra in marmo e sormontata da un porticato in marmo. L'acqua cadeva in una conca di marmo e una canalizzazione la distribuiva nella chiesa.
L'edificio era adornato di affreschi e sormontato da una cupola luccicante di oro puro. Intorno alla chiesa c'erano tre cappelle, dedicate rispettivamente a sant'Eustrato, alla Theotókos e a Sant'Anna.
Anche la chiesa attuale ha anche una forma rettangolare. È approssimativamente orientata in direzione est-ovest, e ha tre navate divise da colonne e precedute da un esonartece. Dall'angolo nord-ovest si alza un campanile metallico. L'interno è riccamente adornato. Sul lato destro, vicino alla metà della navata, c'è un pulpito, mentre alla fine si trova una ricca iconostasi. A destra dell'iconostasi c'è un'icona che la tradizione dice dipinta da San Luca. La fonte si trova in una cripta sotterranea all'esterno della chiesa, e vi si può accedere scendendo una scala parallela ai lati lunghi della chiesa. Una scala simmetrica conduce dalla cripta al cortile della chiesa. La cripta è adornata con dipinti e icone, ed è sormontata da una cupola dipinta con Cristo in un cielo stellato. L'acqua scorre in un bacino di marmo, dove nuotano i pesci. Questi pesci, presenti nel bacino da secoli, diedero origine al nome turco del complesso (balıklı in turco significa "luogo dove ci sono pesci"). Secondo una leggenda tarda, il giorno della caduta di Costantinopoli un monaco stava friggendo i pesci in una padella vicino alla fonte. Quando un collega gli annunciò la caduta della città, rispose che gli avrebbe creduto solo se i pesci nella padella fossero tornati in vita. Dopo le sue parole, questi saltarono nella fonte e iniziarono a nuotare.
Il cortile di fronte a una chiesa è un cimitero con tombe di marmo - per la maggior parte risalenti al diciannovesimo e ventesimo secolo - appartenenti ai ricchi Rūm di Istanbul. Anche molti Patriarchi sono sepolti qui. Caratteristico di questo cimitero sono anche alcune lapidi con iscrizioni in karamanlı, le quali costituiscono di gran lunga il gruppo più grande sopravvissuto in questa lingua. Il complesso è anche circondato da due grandi cimiteri, rispettivamente armeno e greco, ciascuno racchiuso in alte mura. Circa un chilometro a sud della chiesa è attivo un importante ospedale greco, il Balıklı Rum Hastanesi Vakif ("Fondazione dell'ospedale greco a Balıklı").